# 科利亞納
科利亞納是玻利維亞的城鎮，位於該國西部，由拉巴斯省負責管轄，距離首府拉巴斯64公里，海拔高度3,964米，每年平均降雨量600毫米，2012年人口2,452。

## 外部連結
- Instituto Nacional de Estadística de Bolivia